# Westelijke Woestijn
De Westelijke Woestijn van Egypte is een gebied van de Sahara dat ten westen van de rivier de Nijl ligt, tot aan de Libische grens, en ten zuiden van de Middellandse Zee tot aan de grens met Soedan. Het is een van de drie woestijnen van Egypte: de andere twee zijn de Oostelijke Woestijn (die zich uitstrekt van de Nijl naar de Rode Zee) en de Sinaïwoestijn (op het gelijknamige schiereiland).
De Westelijke Woestijn is voornamelijk een rotswoestijn, hoewel een gebied van zandwoestijn, bekend als de Grote Zandzee, in het westen tegen de Libische grens ligt. De woestijn heeft een oppervlakte van 680.650 km², wat twee derde van het landoppervlak van Egypte is. Het hoogste punt is op het Gilf Kebir-plateau en stijgt tot 300 meter boven het niveau van het woestijnoppervlak. De Westelijke Woestijn is onvruchtbaar en onbewoond behalve een reeks oases. Het is het toneel geweest van conflicten in de moderne tijd, vooral tijdens de Tweede Wereldoorlog.

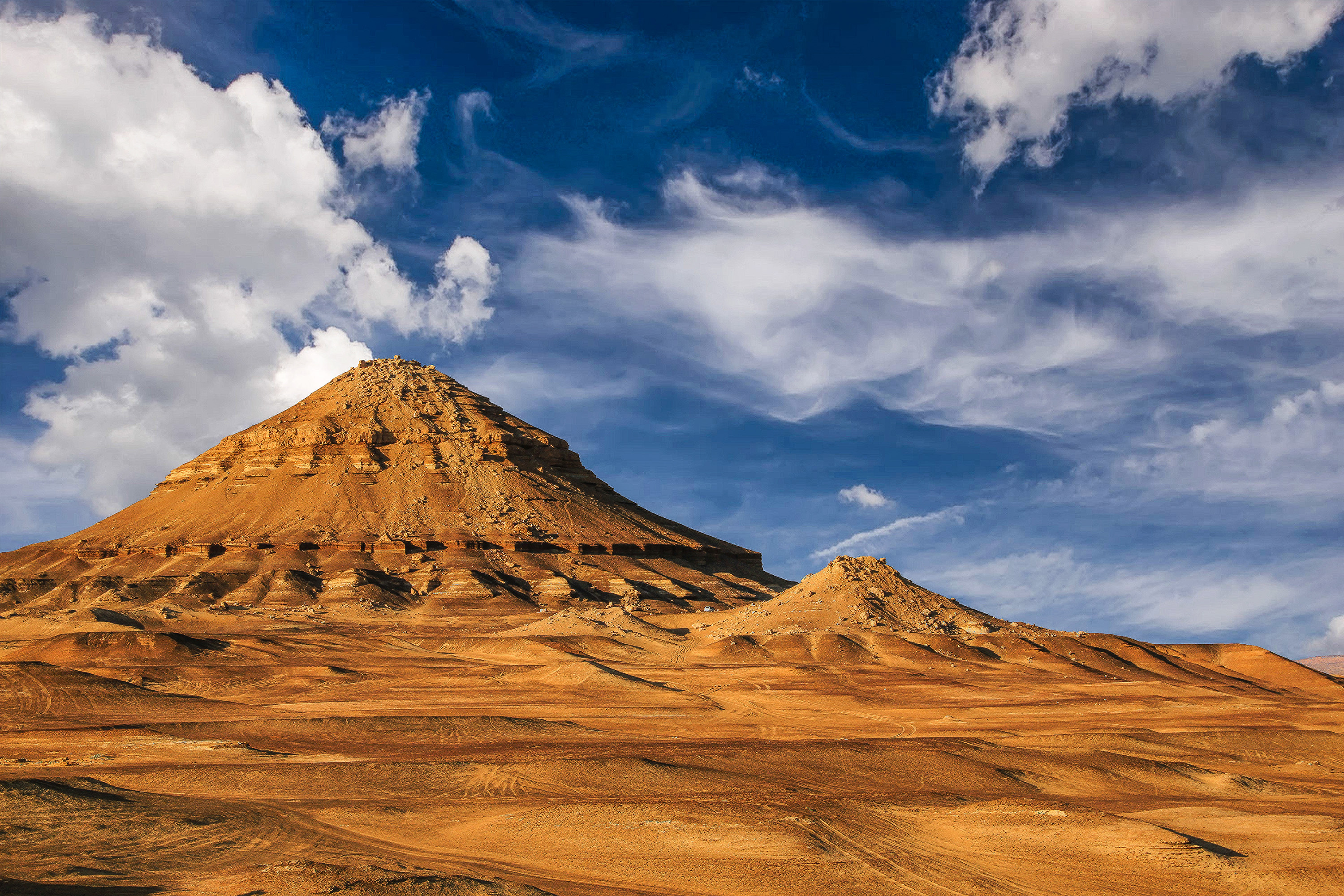
Omgeving van de Bahariya Oasis

## Naam
De Westelijke Woestijn stond historisch bekend als de Libische Woestijn, die zijn naam ontleende aan het Oude Libië dat tussen de Nijl en Cyrenaica lag. Voor de oude Grieken beschreef de term Libië zelfs de hele gebied ten westen van de Nijl tot aan het Atlasgebergte. Met de vorming van de staat Libië met de grenzen zoals we die nu kennen, is de term Westelijke Woestijn ingevoerd om het Egyptische deel te beschrijven.

## Geschiedenis

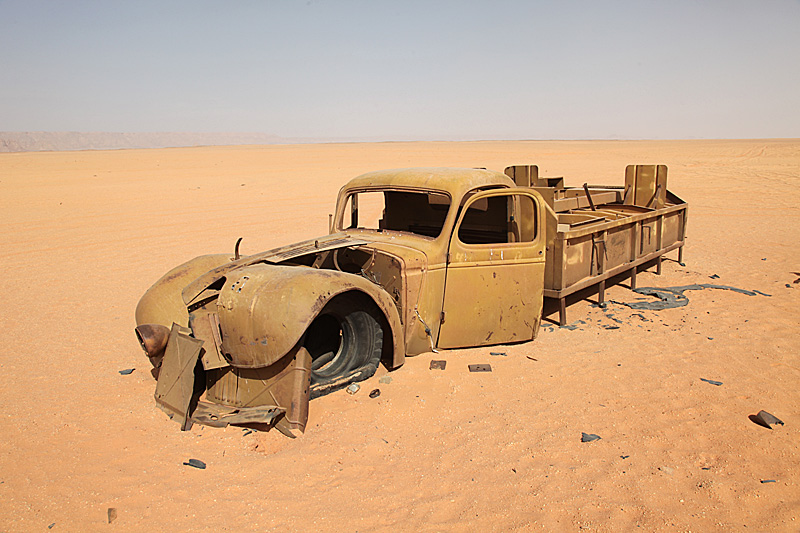
Oude in de woestijn achtergelaten truck, bij Gilf Kebir

In de prehistorische tijd wordt de westelijke woestijn verondersteld een halfdroog grasland te zijn geweest, de thuisbasis van savannedieren en jager-verzamelaars. Het bewijs van overvloedige flora en fauna en oppervlaktewater is te vinden in de grotschilderingen van de Gilf Kebir. Er wordt gedacht dat overbegrazing en klimaatverandering heeft geleid tot woestijnvorming. Diverse oases bleven bewoond. Zo heeft het museum in Kharga artefacten die dateren uit de tijd vóór de vroege Egyptische koninkrijken.

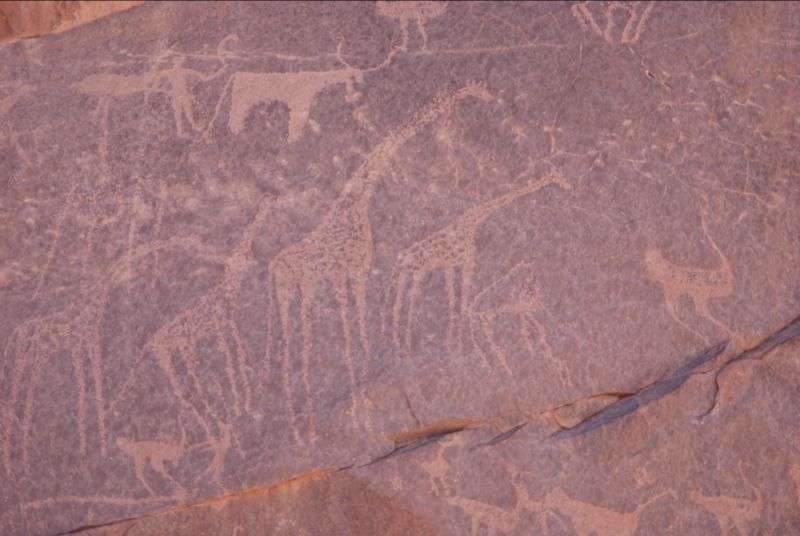
Prehistorische grotschilderingen in Gilf Kebir

In de oudheid werd het gebied beschouwd als zijnde onder de jurisdictie van het koninkrijk van Egypte, en overblijfselen uit verschillende periodes uit de Egyptische geschiedenis zijn te vinden in alle oases.

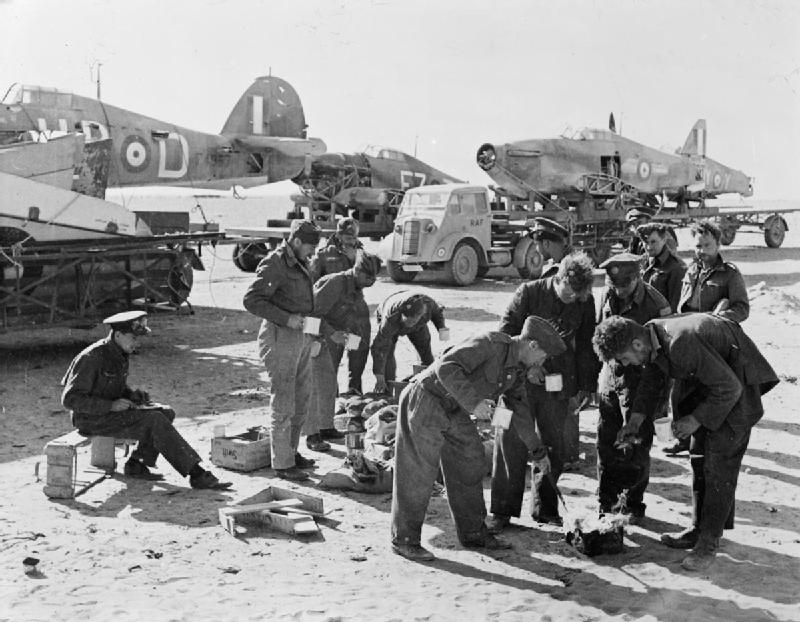
Britse soldaten onderweg in de woestijn om vliegtuigen naar reparatie te brengen.

In de 20ste eeuw werd de Westelijke Woestijn een arena van conflicten; tijdens de Eerste Wereldoorlog was dit de locatie van de Senussi-campagne (de Senussi zijn de oorspronkelijke bewoners van de Libische Woestijn en daarmee ook de Westelijke Woestijn) tegen de Britten en de Italianen. Pas in 1924 werd de woestijn nauwkeurig in kaart gebracht door Ahmed Hassanein na diens ontdekkingsreis waarbij hij 3500 km te voet aflegde. De jaren dertig van de twintigste eeuw zagen een opleving van exploratie- en cartografische expedities door Britse legerofficieren. Deze periode werd ook gekenmerkt door de zoektocht naar Zerzura, een mythische oase in de diepe woestijn. Tijdens de Tweede Wereldoorlog, van juni 1940 tot november 1942, was het de locatie van de Campagne van de Westelijke Woestijn, die werd uitgevochten tussen de asmogendheden (Italië en Duitsland) en de geallieerden tot de geallieerde overwinning in november 1942.
In de moderne tijd heeft de Egyptische regering er alles aan gedaan om het gebied economisch te ontwikkelen, de nederzettingen in de verschillende oasis te bevorderen en onderzoek te doen naar minerale rijkdommen, met name olie.

## Westelijke Oases

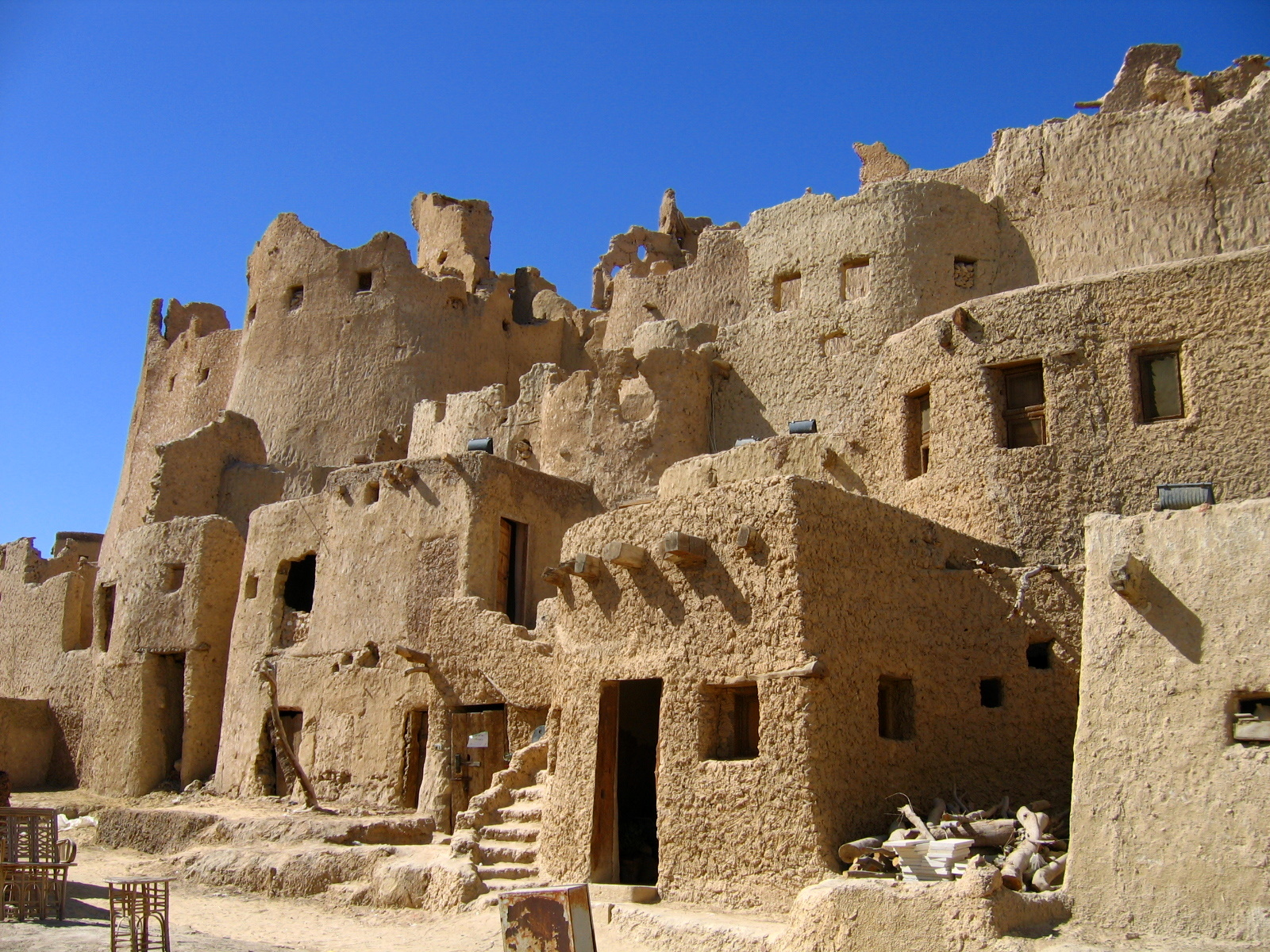
Huizen in Siwa

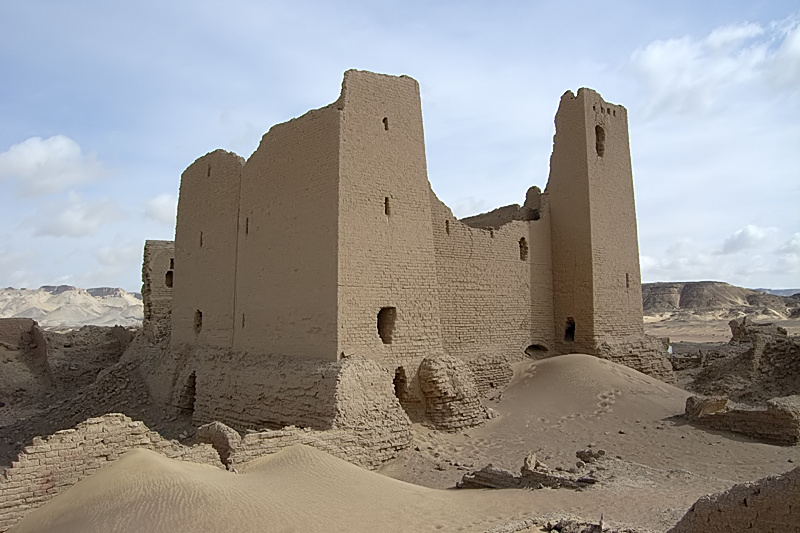
Fort bij Kharga

De zes oases in de Westelijke Woestijn zijn:
- Bahariya
- Dakhla
- Farafra
- El-Fajoem
- Kharga
- Siwa

## Grote Zandzee

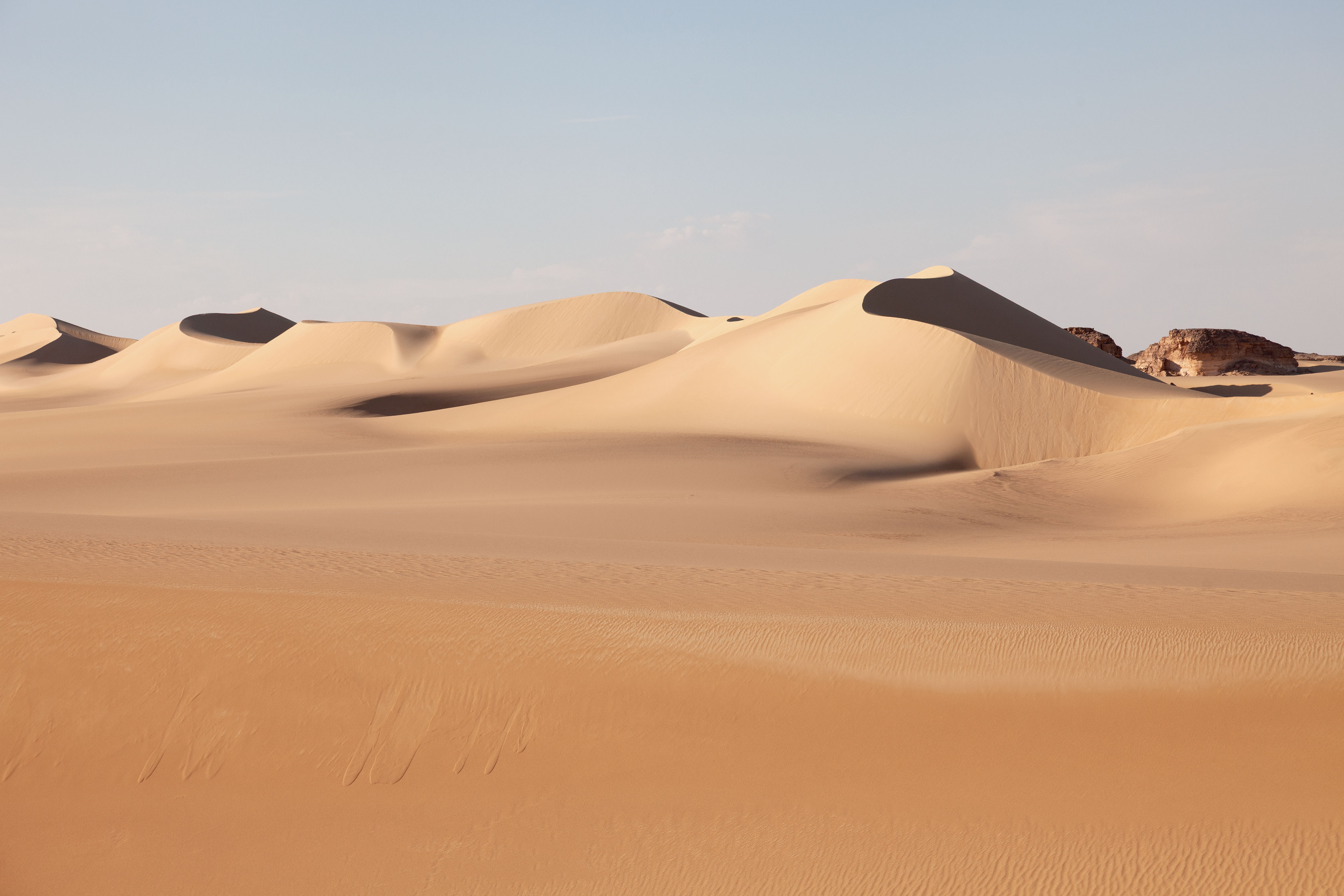
Zandduinen in de Grote Zandzee

De Grote Zandzee is een zandwoestijn van bijna 72.000 km² en ligt deels in West-Egypte en deels in Oost-Libië. Ongeveer 74% van het gebied is bedekt met zandduinen waardoor het officieel een zandzee mag heten. Het ligt ongeveer 320 kilometer landinwaarts van de Middellandse Zee. Aan de Egyptische kant strekt het zich uit vanaf de grens met Libië bij een punt ten zuiden van Siwa tot bijna 650 kilometer in het Egyptische binnenland. De duinen van de Grote Zandzee beslaan ongeveer 10% van de totale oppervlakte van de Egyptische Westelijke Woestijn.

## Gilf Kebir-plateau

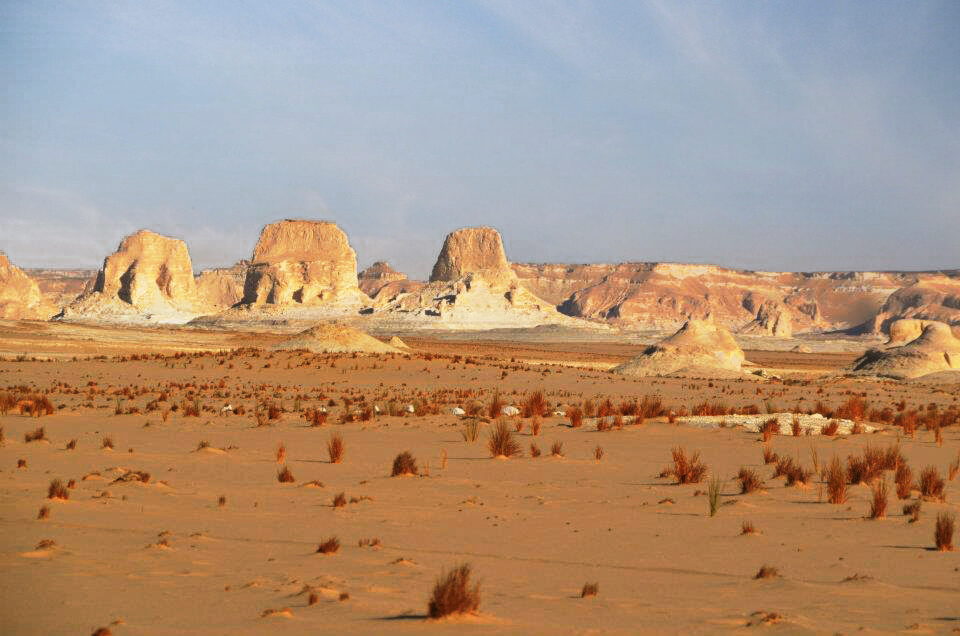
Landschap in de Westelijke Woestijn

Dit plateau van ruwweg 40.000 km² (ongeveer de grootte van Zwitserland) rijst 300 meter boven het woestijnniveau uit. Het ligt aan de grens met Soedan in het uiterste zuidwesten van Egypte. De zuidoostelijke kant is duidelijk afgelijnd met steile kliffen en smalle wadi's. De noordoostelijke kant wordt ervan gescheiden door een brede vallei en heeft ook drie grote begroeide wadi's. Het is de droogste plaats op aarde. De jaarlijkse gemiddelde regenvalhoeveelheid bereikt nauwelijks 0,1 mm. Regen valt gemiddeld eens in de twintig jaar in Gilf Kebir.

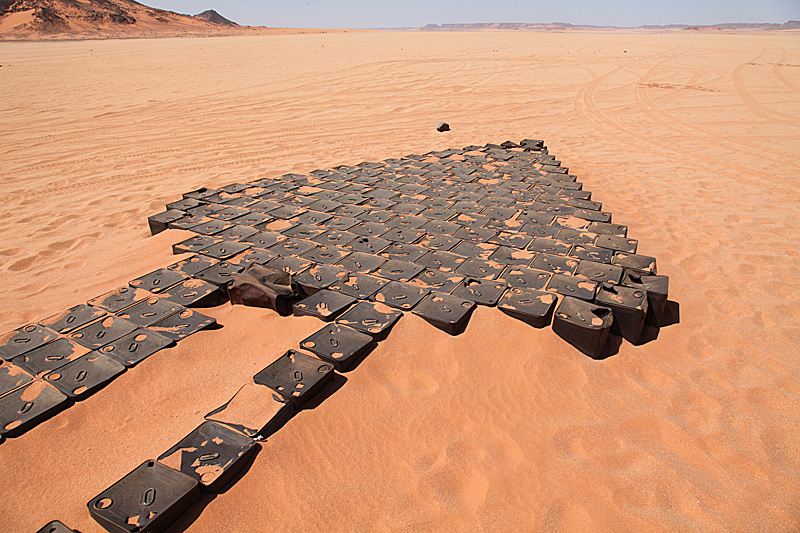
Overblijfselen in Gilf Kebir van een luchtbasis uit de Tweede Wereldoorlog

Er is een aantal belangrijke prehistorische muurschilderingen in grotten van de Gilf Kebir ontdekt. Er zijn kopieën gemaakt door Elisabeth Pauli van het Frobenius-instituut.
Het plateau was de locatie voor verschillende Britse logistieke operaties tijdens de Tweede Wereldoorlog en vanwege de extreem droge omstandigheden en het gebrek aan bevolking zijn overblijfselen van deze bezetting vaak intact gevonden. Een grote luchtbasis, inclusief enorme navigatiepijlen die zijn neergelegd in legervaten, is nog steeds te zien.

## Qattara-depressie
De Qattara-depressie is ongeveer 15.000 vierkante kilometer groot (de helft van België) en ligt grotendeels onder de zeespiegel. Het laagste punt ligt op −133 meter en dit is het tweede laagste punt van het Afrikaanse continent. De bodem bestaat uit een zoutvlakte waardoor het water hier dus zout is en het niet als oase gezien mag worden. Ongeveer twintig kilometer ten westen ligt een soortgelijke maar kleinere depressie met daarin de Siwa Oase, een van de Westelijke Oases. Deze oases hebben in tegenstelling tot Qattara wel drinkbaar water en beperkte landbouwmogelijkheden.

## Witte Woestijn
Op zo'n 45 km ten noorden van Farafra, een van de Westelijke Oases, bevindt zich een gebied van door de wind gevormde kalkrotsformaties. Vanwege de witte kleur wordt dit de "Witte Woestijn" genoemd. De rotsen zijn een schoolvoorbeeld van ventifact. Het levert een indrukwekkend landschap op:

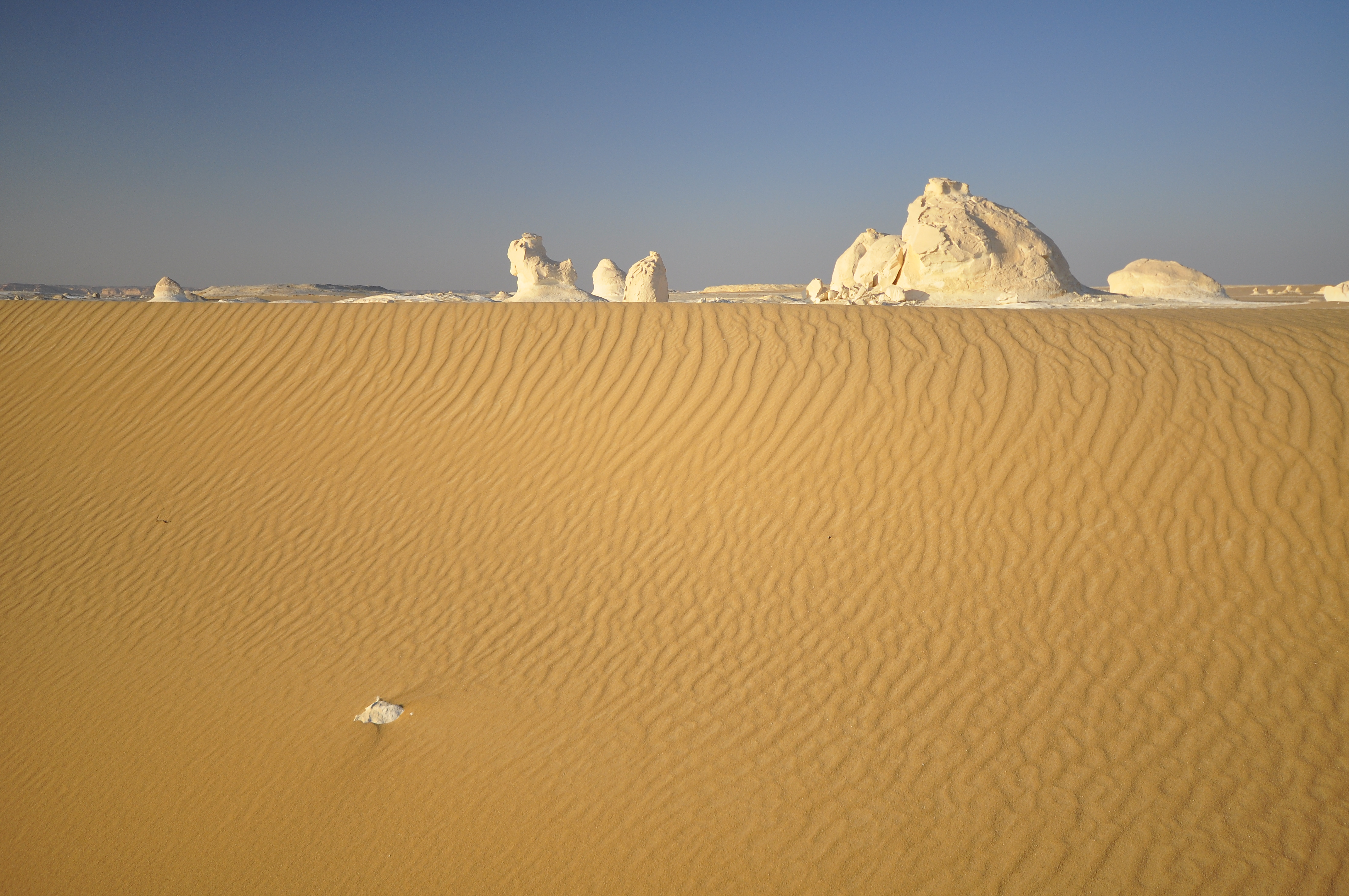
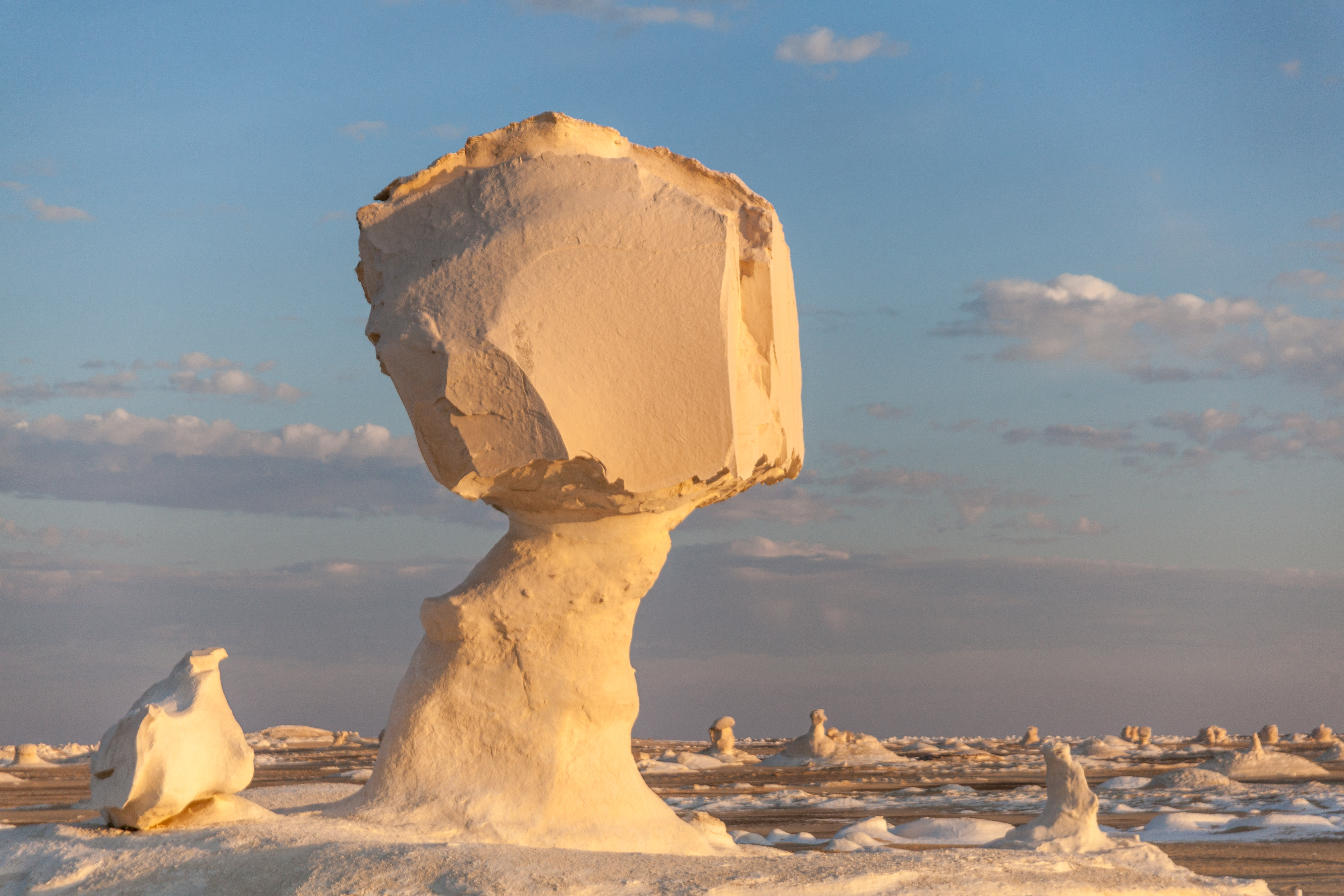
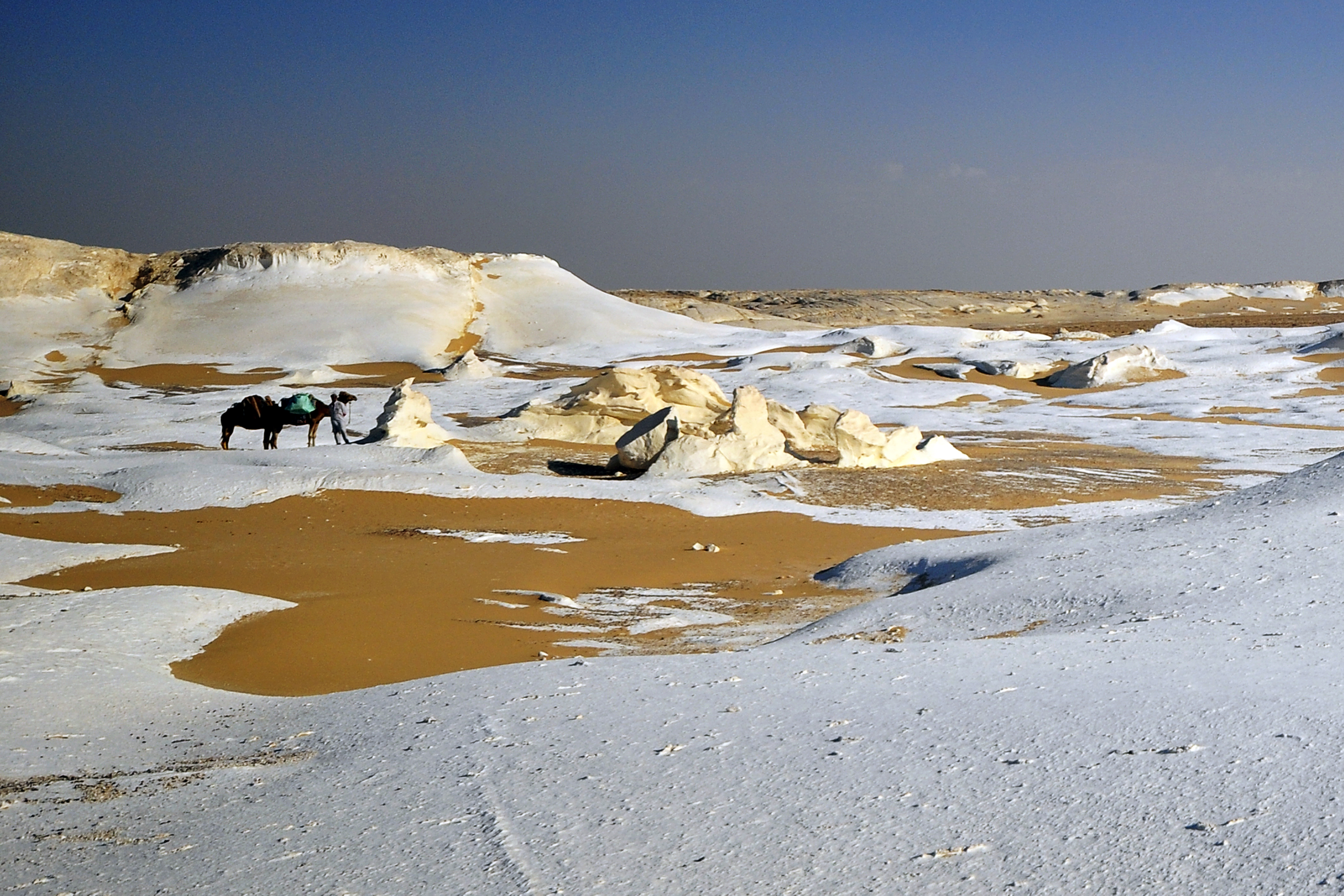
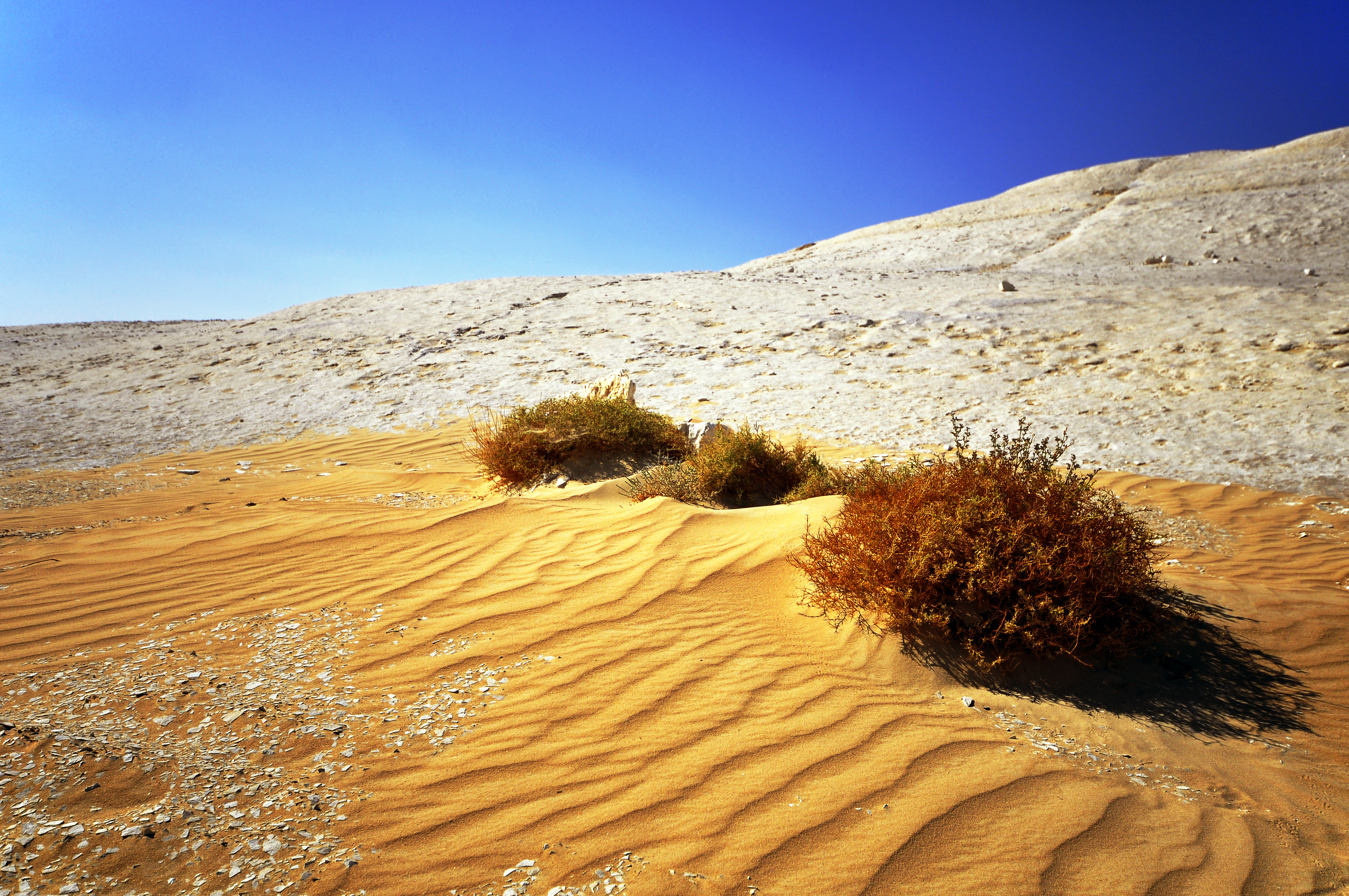
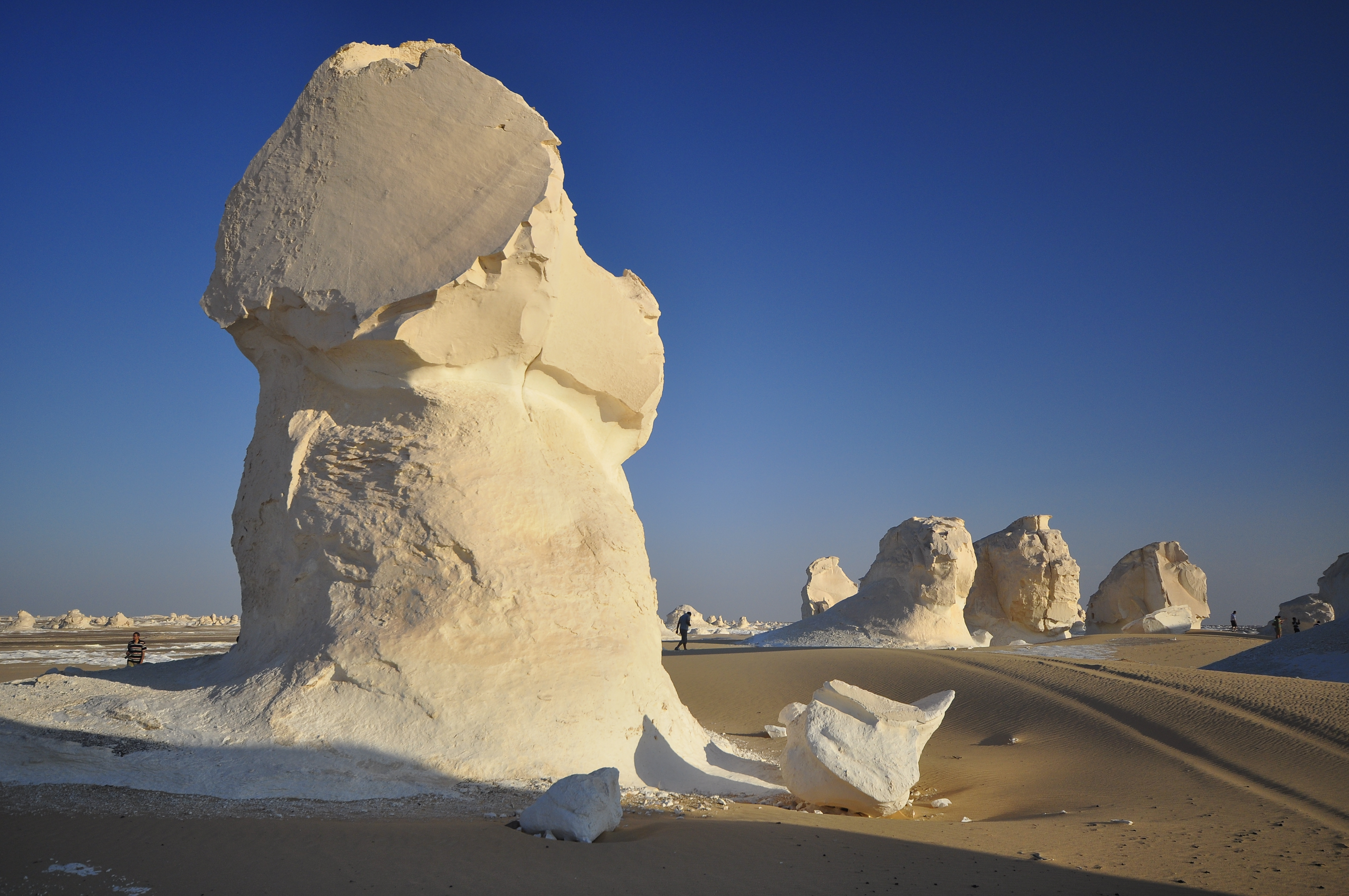

Bahariya (met de Vallei van de Gouden Mummies)  ·  Dakhla  ·  Farafra  ·  El-Fajoem  ·  Kharga  ·  Siwa